# Меркурий-Редстоун-1A
Меркурий-Редстоун-1A (МР-1A) стартовал 19 декабря 1960 года с Базы ВВС США с мыса Канаверал во Флориде, со стартовой площадки LC-5, в рамках программы «Меркурий». 
NSSDC ID — Mercury Redstone 1A.
Основная задача этого беспилотного суборбитального полёта состояла в том, чтобы протестировать и подготовить корабль и все системы к космическому полёту шимпанзе (на Меркурий-Редстоун-2). На корабле проверили аппаратуру, пиропатроны САС, тормозную ДУ и систему приземления. 
В полете МР-1A повторно использовались космический корабль Меркурий № 2, башня САС и антенна от Меркурий-Редстоун-1. 
Для запуска использовалась ракета-носитель Редстоун MRLV-3.
Капсула Меркурия достигла высоты 210 км и пролетела 378 км. Ракета-носитель достигла немного более высокой скорости, чем ожидалось — 7900 км/ч.  Время полёта 15 минут 45 секунд.
Космический корабль приводнился в Атлантическом океане и был поднят вертолётами Поисково-спасательной службы спустя 15 минут после приземления. 
Полёт был признан абсолютно успешным. 
Масса КА — 1230 кг, это — вес космического корабля после отделения от РН, включая все относящиеся к космическому кораблю предметы, без башни САС, которая отстреливается перед разделением РН и космического корабля, и без адаптера[чего?], который остаётся с ракетой-носителем. 
Космический корабль Меркурий № 2 был не полностью укомплектован штатным оборудованием.

## Хронология полёта
| T+ Time    | Событие                                      | Комментарии                                                                                                   |
| ---------- | -------------------------------------------- | --- |
| T+00:00:00 | Старт                                        | Отрыв МР-1A, начался отсчет бортового времени.                                                                |
| T+00:00:16 | Начало наклона                               | МР-1A отклоняется со скоростью 2 град/сек с 90 град до 45 град.                                               |
| T+00:00:40 | Конец наклона                                | Угол наклона достиг 45 град.                                                                                  |
| T+00:01:24 | Максимальное Q                               | Максимальная азродинамическая нагрузка ~28 kПa (575 lb/ft²).                                                  |
| T+00:02:20 |                                              | Прекращение работы двигателя — сброс ускорителей. Скорость 2 300 м/сек.                                       |
| T+00:02:22 | Отстрел башни САС                            | Отстрел башни САС, в ней больше нет необходимости.                                                            |
| T+00:02:24 | Отделение капсулы.                           | Работа ускорителей в течение 1 сек, ускорение — 4.6 м/с.                                                      |
| T+00:02:35 | Маневр переворота                            | Система (ASCS) переворачивает капсулу на 180 градусов, теплозащитным экраном вперед. Наклонение — 34 градуса. |
| T+00:05:00 | Апогей                                       | Апогей, около 185 км (115 миль) на расстоянии 240 км (150 миль) от точки старта.                              |
| T+00:05:15 | Включения тормозной ДУ.                      | 3 включения по 10 сек с 5 сек интервалами. Падение скорости до 168 м/сек.                                     |
| T+00:05:45 | Капсулы не видно                             | Подготовка к началу поиска.                                                                                   |
| T+00:06:15 | Сброс тормозной ДУ.                          | Через 1 минуту после броса тормозной ДУ оголяется теплозащитного экран.                                       |
| T+00:06:20 | Маневр ориентации                            | ASCS стабилизирует капсулу — наклон 34 град, вращение 0 град, крен по курсу 0 град.                           |
| T+00:07:15 | Маневр                                       | (ASCS) замечает начало вращения в 10 град/сек и парирует его.                                                 |
| T+00:09:38 | Тормозной парашют                            | Тормозной парашют вышел на высоте 6,7 км замедлил скорость капсулы до 111 м/с стабилизировал капсулу.         |
| T+00:09:45 | Клапан                                       | Открывается атмосферный клапан на высоте 6 км. (ECS) насыщает капсулу кислородом.                             |
| T+00:10:15 | Основной парашют                             | Выход основного парашюта на высоте 3 км. Скорость спуска снижается до 9 м/сек.                                |
| T+00:10:20 | Отстрел                                      | Отстрел тормозного парашюта, отстрел теплозащитного экрана на высоте 1,2 м.                                   |
| T+00:10:20 | Слив топлива                                 | Автоматический слив оставшегося топлива — перекиси водорода.                                                  |
| T+00:15:30 | Приводнение                                  | Капсула приводнилась в 500 км от места старта.                                                                |
| T+00:15:30 | Развертывание поисково-спасательной операции | Капсула выдвигает антенну связи и включает радиомаяк.                                                         |

## Местонахождение
Космический корабль Меркурий № 2, использовавшийся в полётах Меркурий-Редстоун-1 и Меркурии-Redstone-1A, в настоящее время экспонируется в Центре Исследований NASA — в Научно-исследовательском центре Эймса (NASA Ames Exploration Center), Калифорния.